# Bez przedawnienia
Bez przedawnienia (oryg. High Crimes) – film z 2002 roku w reżyserii Carla Franklina, na motywach powieści Josepha Findera High Crimes.

## Opis fabuły
Mąż adwokatki Claire, prowadzący przedsiębiorstwo zostaje aresztowany przez FBI pod zarzutem popełnienia dezercji i dokonania zbrodni wojennych w Salwadorze. Grozi mu kara śmierci, a oskarżycielem jest major Waldron. Claire, która nie znała przeszłości swojego męża, współpracuje z wojskowym prawnikiem Grimesem, chcąc pomóc w jego obronie. Z upływem czasu wątpi w jego niewinność.

## Obsada
- Ashley Judd jako Claire Kubik
- Morgan Freeman jako Charlie Grimes
- James Caviezel jako Tom Kubik / Ron Chapman
- Adam Scott jako pierwszy porucznik Terence Embry
- Amanda Peet jako  Jackie Grimaldi
- Bruce Davison jako brygadier generał Bill Marks
- Juan Carlos Hernández jako major James Hernandez
- Michael Gaston jako major Waldron
- Tom Bower jako agent specjalny Mullins
- Jude Ciccolella jako porucznik Farrell
- Emilio Rivera jak salwadorski mężczyzna
- Michael Shannon jako Troy Abbott
- Dendrie Taylor jako Lola
- Paula Jai Parker jako Gracie
- Dawn Hudson jako podpułkownik LaPierre
- Julie Remala jako Lisa Stenstrom